# Comuna Mănești, Dâmbovița
Mănești este o comună în județul Dâmbovița, Muntenia, România, formată din satele Drăgăești-Pământeni, Drăgăești-Ungureni și Mănești (reședința).

## Așezare
Comuna Mănești se află în zona central-vestică a județului și este străbătută de șoseaua DN72 care leagă Târgoviște de Câmpulung.

## Demografie
Componența etnică a comunei Mănești
     Români (87,13%)
     Romi (5,89%)
     Alte etnii (0,06%)
     Necunoscută (6,92%)
Componența confesională a comunei Mănești
     Ortodocși (73,21%)
     Penticostali (18,22%)
     Alte religii (1,19%)
     Necunoscută (7,37%)
Conform recensământului efectuat în 2021, populația comunei Mănești se ridică la 5.361 de locuitori, în creștere față de recensământul anterior din 2011, când fuseseră înregistrați 5.127 de locuitori. Majoritatea locuitorilor sunt români (87,13%), cu o minoritate de romi (5,89%), iar pentru 6,92% nu se cunoaște apartenența etnică. Din punct de vedere confesional, majoritatea locuitorilor sunt ortodocși (73,21%), cu o minoritate de penticostali (18,22%), iar pentru 7,37% nu se cunoaște apartenența confesională.

## Politică și administrație
Comuna Mănești este administrată de un primar și un consiliu local compus din 15 consilieri. Primarul, Alexandru Constantin[*], de la Partidul Social Democrat, este în funcție din 2012. Începând cu alegerile locale din 2024, consiliul local are următoarea componență pe partide politice:
|  | Partid                          | Consilieri | Componența Consiliului | Componența Consiliului | Componența Consiliului | Componența Consiliului | Componența Consiliului | Componența Consiliului | Componența Consiliului | Componența Consiliului | Componența Consiliului | Componența Consiliului |
|  | ------------------------------- | ---------- | ---------------------- | ---------------------- | ---------------------- | ---------------------- | ---------------------- | ---------------------- | ---------------------- | ---------------------- | ---------------------- | ---------------------- |
|  | Partidul Social Democrat        | 10         |                        |                        |                        |                        |                        |                        |                        |                        |                        |                        |
|  | Partidul Național Liberal       | 3          |                        |                        |                        |                        |                        |                        |                        |                        |                        |                        |
|  | Alianța pentru Unirea Românilor | 2          |                        |                        |                        |                        |                        |                        |                        |                        |                        |                        |

## Istorie
La sfârșitul secolului al XIX-lea comuna Mănești făcea parte din plasa Dealul-Dâmbovița a județului Dâmbovița, era compusă din satele Mănești, Drăgăești-Pământeni, Drăgăești-Ungureni și Gheboeni, cu o populație de 2500 de locuitori. În comună funcționau cinci biserici, o școală, cinci mori de apă și un fierăstrău de tăiat scânduri.
În 1925, comuna este consemnată în plasa Voinești a aceluiași județ, având în compunere satele Mănești, Drăgăești și Ungureni, cu 3123 de locuitori.
În 1950, comuna a trecut la raionul Găești din regiunea Argeș, pentru ca în 1968 să revină la județul Dâmbovița, reînființat.